# Carl Troll
Carl Troll (Gabersee, Baviera, 24 de diciembre de 1899 - Bonn, 21 de julio de 1975) fue un geógrafo, botánico, químico, fitogeógrafo, climatólogo y ecólogo alemán, hermano del también botánico Wilhelm Troll (1897-1978).

## Biografía
Entre los años 1919 y 1922, Troll cursó estudios de biología, química, geología, geografía y física en la Universidad de Múnich. En 1919 obtuvo su doctorado en botánica y en 1925 su habilitación en geografía. Entre 1922 y 1927 trabajó como asistente en el Instituto Geográfico de Múnich. Se le asignó a la investigación de aspectos ecológicos y geográficos de espacios de montaña: entre 1926 y 1929 participó en una expedición científica en los países andinos, visitando el norte de Chile, Bolivia, Perú, Ecuador, Colombia y Panamá. En 1933 y 1934 sus investigaciones le llevaron a África del sur y oriental; en 1937 estuvo en Etiopía y en 1954 visitó México. De estos viajes Troll se valió para la publicación de parte de sus obras consideradas como pioneras en el campo de la glaciología y de la geografía física de la alta montaña.
En 1930 se convirtió en profesor de geografía colonial y de ultramar en la Universidad de Berlín. En 1938 desempeñó sus labores docentes como geógrafo en Bonn. Troll, que utilizaba técnicas aerofotográficas en sus investigaciones, introdujo en 1939 el concepto de ecología del paisaje (landscape ecology) en el ámbito científico. Desarrolló esta terminología y algunos conceptos de la ecología del paisaje y de la ecología y geografía de la alta montaña como resultado de aplicar la interpretación de la fotografías aéreas en los estudios sobre la interacción entre el medio ambiente y la vegetación y sus viajes científicos a regiones montañosas de Asia, África y Suramérica; así como a su Europa originaria. Desarrolló para su metodología un tipo de gráfico climático estacional y una clasificación climática tridimensional sobre la base de aspectos hidrológicos, biológicos y económicos. En este sentido, Troll también profundizó en aspectos culturales como la adaptación de las sociedades andinas a los condicionantes ecológicos, en una línea de investigación próxima a la geografía cultural de Carl Sauer.
Carl Troll fue también presidente de la Unión Geográfica Internacional entre 1960 y 1964. Además, en 1975, el año de su muerte, Troll fundó la Comisión sobre Geoecología de Montañas de la Unión Geográfica Internacional que continuó en años posteriores con su tradición en la investigación integrada de los espacios montañosos.

## Algunas publicaciones
- Die Entfaltungsbewegungen der Blütenstiele und ihre biologische Bedeutung. En: Flora oder allgemeine botanische Zeitung, N.F. 115 (4), 1922, pp. 294-392 (disertación)

- Ozeanische Züge im Pflanzenkleid Mitteleuropas. En: Freie Wege vergleichender Erdkunde: Erich von Drygalski zum 60. Geburtstage am 9. Febrero de 1925 gewidmet von seinen Schülern. Múnich, Berlín 1925, pp. 307–335 (habilitación)

- Afrika als Rohstofflieferant der Weltwirtschaft. En: Koloniale Rundschau. H. 9/12, 1932 (zusammen mit Fritz Lange, Elsa Gerth)

- Das deutsche Kolonialproblem auf Grund einer ostafrikanischen Forschungsreise 1933/34. Berlín 1937

- Kolonialgeographische Forschung und das deutsche Kolonialproblem. Breslau 1937

- Luftbildplan und ökologische Bodenforschung. En: Zeitschrift der Gesellschaft für Erdkunde zu Berlin 1939 (7/8). Berlín 1939, pp. 241-298

- Studien zur vergleichenden Geographie der Hochgebirge der Erde. En: Bonner Mitteilungen 21. Bonn 1941

- Koloniale Raumplanung in Afrika. En: Schulungs- und Rednermaterial der Bundesführung des Reichskolonialbundes. Berlín 1942

- Die geographische Wissenschaft in Deutschland in den Jahren 1933 bis 1945. Eine Kritik und Rechtfertigung. En: Erdkunde 1. Jg. 1947, pp. 3-48

- Tatsachen und Gedanken zur Klimatypenlehre. En: Geographische Studien: Festschrift zur Vollendung des 65. Lebensjahres von Prof. Dr. Johann Sölch, überreicht von seinen Schülern, Freunden und Mitarbeitern. Viena 1951, pp. 184-202

- La abreviatura «C.Troll» se emplea para indicar a Carl Troll como autoridad en la descripción y clasificación científica de los vegetales.[3]